# Lotta libera ai Giochi della XX Olimpiade - Pesi supermassimi
La competizione della categoria pesi supermassimi (oltre 100 kg) di lotta libera dei Giochi della XX Olimpiade si è svolta dal 27 al 31 agosto 1972 al Wrestling-Judo Hall di Monaco di Baviera.

## Formato
Ad ogni incontro venivano assegnate le seguenti penalità:
| In caso di vittoria | In caso di vittoria     | In caso di pareggio | In caso di pareggio | In caso di sconfitta | In caso di sconfitta              |
| ------------------- | ----------------------- | ------------------- | ------------------- | -------------------- | --------------------------------- |
| 0                   | Per schienata, ritiro   | 2                   |                     | 3                    | Ai punti                          |
| 0,5                 | Per superiorità tecnica | 2,5                 | con passività       | 3,5                  | Per superiorità tecnica           |
| 1                   | Ai punti                | -                   | -                   | 4                    | Per schienata, ritiro, squalifica |

Con sei penalità o più il lottatore veniva eliminato. Quando rimanevano solo due o tre lottatori, si disputava un turno finale per determinare l'ordine delle medaglie.

## Risultati
| Legenda                                  | Legenda |
| ---------------------------------------- | ------- |
| Lottatore con 6 penalità o più Eliminato |         |

### 1º Turno
Si è disputato il 27 agosto
| Vincitore          | Pen. | Risultato   | Sconfitto       | Pen. |
| ------------------ | ---- | ----------- | --------------- | ---- |
| S. Makowiecki      | 1    | Ai Punti    | Yorihide Isogai | 3    |
| M. Eskandar-Filabi | 0,5  | Superiorità | Miguel Zambrano | 3,5  |
| Aleksandr Medved   | 1    | Ai Punti    | Chris Taylor    | 3    |
| Gıyasettin Yılmaz  | 0    | Schienata   | Oldřich Vlasák  | 4    |
| Wilfried Dietrich  | 0    | Schienata   | István Maróthy  | 4    |
| Osman Duraliev     | 1    | Ai Punti    | Peter Germer    | 3    |
| Ştefan Stîngu      | 0    | Esentato    |                 |      |

### 2º Turno
Si è disputato il 28 agosto
| Vincitore         | Pen. | Risultato  | Sconfitto          | Pen. |
| ----------------- | ---- | ---------- | ------------------ | ---- |
| Ştefan Stîngu     | 2,5  | = Parità = | S. Makowiecki      | 3,5  |
| Yorihide Isogai   | 4    | Ai Punti   | Miguel Zambrano    | 6,5  |
| Chris Taylor      | 4    | Ai Punti   | M. Eskandar-Filabi | 3,5  |
| Aleksandr Medved  | 1    | Schienata  | Gıyasettin Yılmaz  | 4    |
| Wilfried Dietrich | 0    | Schienata  | Oldřich Vlasák     | 8    |
| Osman Duraliev    | 1    | Schienata  | István Maróthy     | 8    |
| Peter Germer      | 3    |            |                    |      |

### 3º Turno
Si è disputato il 29 agosto
| Vincitore          | Pen. | Risultato | Sconfitto         | Pen. |
| ------------------ | ---- | --------- | ----------------- | ---- |
| Peter Germer       | 4    | Ai Punti  | Ştefan Stîngu     | 5,5  |
| M. Eskandar-Filabi | 3,5  | Schienata | S. Makowiecki     | 7,5  |
| Chris Taylor       | 4    | Schienata | Yorihide Isogai   | 8    |
| Aleksandr Medved   | 2    | Ai Punti  | Wilfried Dietrich | 3    |
| Osman Duraliev     | 1    | Schienata | Gıyasettin Yılmaz | 8    |

### 4º Turno
Si è disputato il 30 agosto
| Vincitore          | Pen. | Risultato | Sconfitto         | Pen. |
| ------------------ | ---- | --------- | ----------------- | ---- |
| M. Eskandar-Filabi | 4,5  | Ai Punti  | Peter Germer      | 7    |
| Aleksandr Medved   | 2    | Schienata | Ştefan Stîngu     | 9,5  |
| Chris Taylor       | 5    | Ai Punti  | Wilfried Dietrich | 6    |
| Osman Duraliev     | 1    | Esentato  |                   |      |

### 5º Turno
Si è disputato il 30 agosto
| Vincitore        | Pen. | Risultato | Sconfitto          | Pen. |
| ---------------- | ---- | --------- | ------------------ | ---- |
| Chris Taylor     | 6    | Ai Punti  | Osman Duraliev     | 4    |
| Aleksandr Medved | 2    | Schienata | M. Eskandar-Filabi | 8,5  |

### Finale
Si è disputata il 31 agosto
| Vincitore        | Pen. | Risultato | Sconfitto      | Pen. |
| ---------------- | ---- | --------- | -------------- | ---- |
| Aleksandr Medved |      | Ai Punti  | Osman Duraliev |      |

## Classifica finale
| Pos.    | Atleta                 | Nazione          |
| ------- | ---------------------- | ---------------- |
| Oro     | Aleksandr Medved'      | Unione Sovietica |
| Argento | Osman Duraliev         | Bulgaria         |
| Bronzo  | Chris Taylor           | Stati Uniti      |
| 4       | Moslem Eskandar-Filabi | Iran             |
| 5       | Wilfried Dietrich      | Germania Ovest   |
| 6       | Peter Germer           | Germania Est     |
| 7       | Ştefan Stîngu          | Romania          |
| 8       | Stanisław Makowiecki   | Polonia          |
| 9       | Yorihide Isogai        | Giappone         |
|         | Gıyasettin Yılmaz      | Turchia          |
| 11      | Miguel Zambrano        | Perù             |
| 12      | István Maróthy         | Ungheria         |
|         | Oldřich Vlasák         | Cecoslovacchia   |